# Domenica d'un fidanzato
Domenica d'un fidanzato è un film per la televisione del 1954 diretto da Mario Ferrero. Il mediometraggio è il primo originale televisivo prodotto dalla Rai; scritto da Ugo Buzzolan, fu trasmesso il 26 gennaio 1954 alle 21:00 sul Programma Nazionale, che aveva iniziato le trasmissioni poco più di tre settimane prima.
Il film fu al centro di un piccolo caso mediatico: infatti in una scena il protagonista Giorgio De Lullo, nell'atto di menzionare il papa, sorseggiò male un aperitivo e tossì, attirandosi le proteste di alcuni spettatori e giornalisti che ritennero che si trattasse di un oltraggio al pontefice.

## Trama
Due fidanzati, Gustavo ed Elide, vengono ritratti nelle loro abitudini domenicali tra ambiente, famiglia e conoscenze, che ne determinano quasi ogni gesto. La storia del loro amore viene narrata con qualche nota finale amara e qualche tratto di divertimento.